# 1926 en Colombie-Britannique
Chronologie de la Colombie-Britannique
- 1922
- 1923
- 1924
- 1925
- 1926
- 1927
- 1928
- 1929
- 1930

Cette page concerne des événements qui se sont produits durant l'année 1926 dans la province canadienne de Colombie-Britannique.

## Politique
- Premier ministre : John Oliver.
- Chef de l'Opposition : Robert Henry Pooley non officiel[1]
- Lieutenant-gouverneur : Walter Cameron Nichol puis Robert Randolph Bruce
- Législature :